# Maggie Laubser

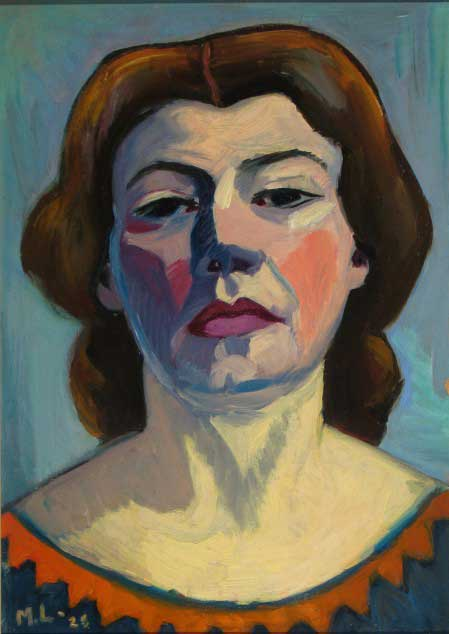
Maggie Laubser, Selbstporträt (1928)

Maria Magdalena Laubser (laʊbˈʃæ); (* in Bloublommetjieskloof (Malmesbury) 14. April 1886; † 17. Mai 1973 in Strand (Westkap)) war eine südafrikanische Malerin und Grafikerin. Gemeinsam mit Irma Stern wird sie allgemein für die Einführung des Expressionismus in Südafrika verantwortlich gemacht. Ihr Werk wurde anfangs von der Kritik belächelt, hat aber inzwischen eine breite Akzeptanz gefunden und sie gilt heute als beispielhafte und typisch südafrikanische Künstlerin.

## Jugend und Ausbildung
Maria Magdalena Laubser wurde auf der Weizenfarm „Bloublommetjieskloof“ in der Nähe von Malmesbury in Swartland, einem fruchtbaren Agrargebiet in Südafrika, geboren. Sie war das älteste von sechs Kindern von Gerhardus Petrus Christiaan Laubser und Johanna Catharina Laubser (geb. Holm). Laubsers Jugend war ländlich und pastoral geprägt und sie erfreute sich an diesem unbeschwerten Leben.

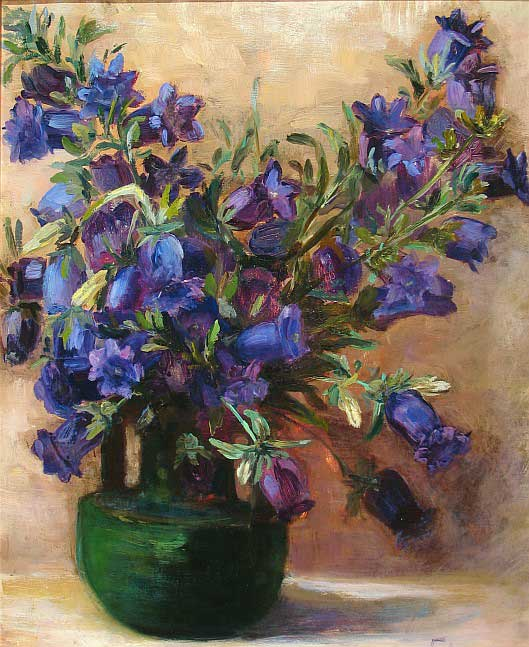
Still Life: Flowers in Vase; Blue Flowers (1909–1913), Öl auf Leinwand, 520 × 420 mm, Sanlam Art Collection

Zunächst besuchte sie die Farmschule Rocklands und nahm privaten Pianounterricht, bevor sie auf das Internat Bloemhof Seminary in Stellenbosch ging, wo sie in die Kunst des Zeichnens eingeführt wurde. 1901 kehrte sie auf die Farm zurück und lernte bei einem Besuch in Kapstadt Beatrice Hazel kennen, eine Malerin im realistisch-romantischen Stil, die sie mit Edward Roworth bekannt machte, was ihren Wunsch, Malerei zu studieren, noch verstärkte.
Im Jahr 1903 überredete sie ihre Eltern, sie einmal pro Woche zum Gesangsunterricht nach Kapstadt fahren zu lassen. Die Schwierigkeit der Reise und die geringe Meinung ihrer Mutter von ihrer Mezzosopranstimme entmutigten sie zwar, dennoch entschloss sie sich zu diesem Zeitpunkt ein Studium der Malerei aufzunehmen.
1903 studierte sie dann zwei Monate lang Malerei bei Edward Roworth in Kapstadt und erhielt in dieser Zeit eine Silbermedaille für ihre Arbeit. 1907 war sie so gut, dass sie in die South African Society of Artists (SASA) gewählt wurde, und 1909 war sie auf der Jahresausstellung der SASA und der Fine Arts Association of Cape Town vertreten. Im Jahr 1910 hatte sie ihr eigenes Atelier in der Strand Street in Kapstadt.
Während eines Besuchs bei ihrem Neffen Gert Coetzee in Pretoria im Jahr 1912 nahm sie eine Stelle als Gouvernante auf einer Farm der Familie Wolmarans im Distrikt Ermelo, Transvaal, an, wo sie auch Kunst- und Handarbeitsunterricht gab. Während eines Urlaubs in Durban mit einer Freundin, Sophie Fisher, freundete sie sich mit Jan Hendrik Arnold Balwé (einem niederländischen Konsul in Durban von 1903 bis 1913) an, einem Reedereibesitzer, der ihr und ihrer Schwester Hannah anbot, ein Auslandsstudium zu finanzieren.

### Holland und England
Am 4. Oktober 1913 reiste Laubser mit ihrer Schwester nach Europa und lebte zunächst in einer Künstlerkolonie in Laren in einem Gebiet namens Gooi. Dort lernte sie Ita Mees, eine Konzertpianistin, und Frederik van Eeden, einen Schriftsteller und Dichter, kennen. Sie befreundete sich auch mit Laura Knight und Frans Langeveld, beides Maler. In den letzten Jahren seines Lebens lebte Anton Mauve, der einen wichtigen Einfluss auf Vincent van Gogh ausübte, in Laren. Laubser arbeitete in dem von ihm dort eingerichteten Atelier.
Bei Ausbruch des Ersten Weltkriegs ging sie nach London. Sie blieb zunächst in Huntingdonshire und zog dann im Oktober 1914 in ein Londoner Hotel und schrieb sich für die Zeit von Oktober 1914 bis März 1919 an der Slade School of Fine Art ein. Henry Tonks, Walter Westley Russell und Ambrose McEvoy unterrichteten sie im Zeichnen, während Philip Wilson Steer sie in Malerei unterrichtete. Es scheint, dass sie während ihrer Zeit am Slade nie malte und sich stattdessen auf das Zeichnen von Porträts und Figurenstudien konzentrierte. Laubser kehrte 1915 kurz nach Südafrika zurück, um die neue Familienfarm in Oortmanspost in der Nähe von Klipheuwel in der Kapprovinz zu besuchen, und erneut im März 1919, nachdem sie ihr Studium abgeschlossen hatte.

## Frühe Karriere und Reisen

### Belgien, Juni 1919 bis September 1920
Laubser verließ London am 6. Juni 1919 und reiste nach Belgien, wo sie sich in Antwerpen und in der Villa Chenes in der Nachtigalen Lei in Schoten aufhielt. Sie befreundete sich mit Arnold Balwé, dem Sohn ihres Gönners, der an der Akademie studierte. Möglicherweise begleitete sie Balwé als Gelegenheitsschülerin, wovon einige Aktstudien aus dieser Zeit zeugen. Es gibt auch Hinweise darauf, dass sie während eines Aufenthalts in München 1919 mit der Kunst Die Brücke und Der Blaue Reiter in Berührung kam.

### Italien, Oktober 1920 bis August 1921

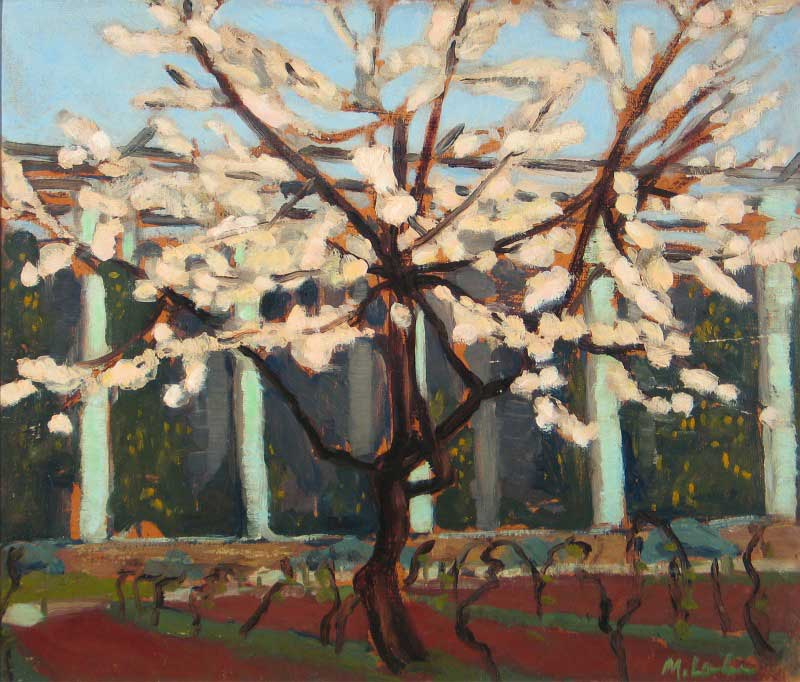
Pink Blossoming Tree, (1920–1921), Öl auf Karton, 340 × 400 mm, Sanlam Art Collection

Im August/September 1920 reiste Laubser mit Balwé nach Italien und lebte und arbeitete in Torri del Benaco und San Vigilio am Gardasee.  Während dieser Zeit wurde das Paar von Balwés Vater finanziell unterstützt, was ihnen die Freiheit gab, an Gemälden zu arbeiten, die sie möglicherweise ausstellen und nicht verkaufen wollten. Eine große Anzahl signierter und datierter Werke aus dieser Zeit belegt dies.
J. H. A. Balwé war gegen Ende 1920 erkrankt und Arnold Balwé und Laubser begleiteten ihn Mitte April 1921 nach Bad Kissingen, wo er im April oder Mai desselben Jahres starb. Nach Balwés Tod reiste Laubser nach Venedig, wo sie den Dogenpalast besuchte (Juni/Juli 1921), dann nach Mailand und am 18. August 1921 zurück nach Deutschland. Am 19. September 1921 kam sie mit der Union-Castle Line in Kapstadt an.

### Deutschland, November 1922 bis November 1924

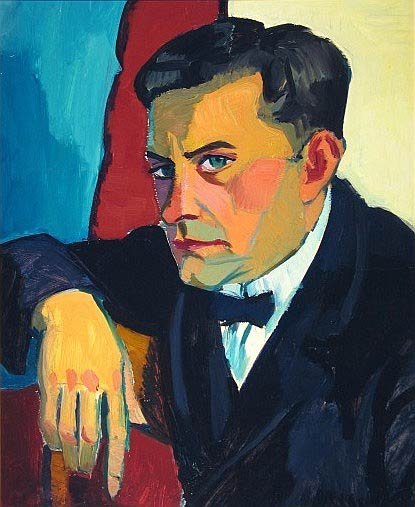
Portrait of a Man, Berlin, (ca. 1923), Öl auf Karton, 595 × 475 mm

Laubser erhielt am 16. November 1922 vom deutschen Konsulat in Kapstadt ein Visum und wohnte ab dem 1. Januar 1923 am Kurfürstendamm 40 in Berlin. Am 23. Januar 1923 hatte sich ihre Adresse offenbar in Kurfürstendamm 43, Berlin, geändert. Sie suchte Irma Stern auf und sie unternahmen im Juli 1923 eine dreiwöchige Reise an die Ostsee nach Ahrenshoop.
Nach Reisen nach Weimar und Bayern und einem erneuten Wohnungswechsel von der Kalckreuthstraße 5 zu einem Fräulein Finck in der Von der Heydt Straße 1, südlich des Tiergartens, den sie mit Hilfe ihrer Freundin Kate Mädler erreichte, lebte sie sich in das kulturelle Leben Berlins ein. Sie traf Mitglieder des diplomatischen Korps, malte Porträts und besuchte Musikkonzerte. Sie befreundete sich mit den Pianisten William Busch und Otto Glore.
In Berlin kam sie von 1922 bis 1924 mit dem deutschen Expressionismus in Berührung und wurde von Karl Schmidt-Rottluff gefördert. Die Werke von Emil Nolde, Max Pechstein, Franz Marc und Erich Waske standen ihr zur Verfügung und verdeutlichten ihre Ambitionen. Sie bezeichnet Franz Marc von Der Blaue Reiter und Nolde, Schmidt-Rottluff und Pechstein von Die Brücke als bedeutend für ihre Persönlichkeit, obwohl sie behauptet, nicht von ihnen beeinflusst worden zu sein. Das Ausmaß ihres Einflusses zeigt sich darin, dass sie in diesen Jahren dem Stil des deutschen Expressionismus am nächsten kam und eine Serie von zehn Lithografien mit dem Titel Visionen schuf. In dieser Zeit schuf sie Porträts, die dem Stil des Fauvismus entsprachen, was sich in ihren Porträts durch ihre Farbwahl und die Verwendung von Pastelltönen in ihren Landschaftsbildern zeigte. Ihre Einflüsse begannen in ihrem Werk durchzuscheinen. Ihr Pinselstrich und ihre Farbwahl wurden ausdrucksstärker und weniger einheitlich als in ihren früheren Werken, wobei sie sowohl in ihren Landschaftsbildern als auch in ihren Porträts kantige Züge und farbige Formen verwendete.
Am 14. August 1924 traf sie mit der Firma Allison Bros. in London Vereinbarungen über den Versand ihrer Bilder nach Südafrika.

## Südafrikanisches Debüt und kritische Aufnahme

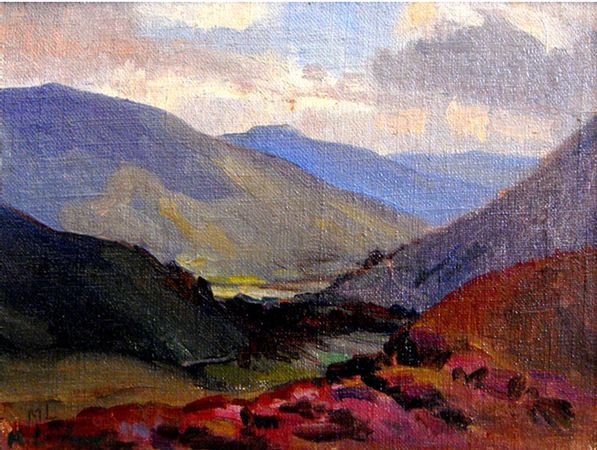
Bloublommetjieskloof, Öl auf Leinwand, auf Karton aufgelegt, 270 × 365 mm

Im November 1924 kehrte Laubser nach Südafrika zurück und ließ sich auf der Oortmanspost, der Farm der Familie, nieder. Sie lernte den Bildhauer Moses Kottler und den Karikaturisten D. C. Boonzaier kennen, der sie seinem Sohn Gregoire vorstellte, dem Gründungsmitglied der Neuen Gruppe, und erneuerte ihre Freundschaft mit den Malerinnen Ruth Prowse und Nita Spilhaus. Als sie gebeten wurde, in Kapstadt auszustellen, wurde sie grausam desillusioniert: Ihr Werk wurde ebenso wie das von Irma Stern heftig kritisiert, vor allem von Bernard Lewis von der Tageszeitung Die Burger und the Cape Times, der noch 1931 über ihr Werk in einer Gruppenausstellung schreiben konnte:

„Gibt es irgendeinen normalen, zurechnungsfähigen Menschen in ganz Südafrika, der in der Lage ist, das von Maggie Laubser eingesandte Bild als Kunstwerk zu schätzen, als Bild zu genießen?“

Im April 1929 lernte sie P. Serton und seine Frau sowie A. C. Celliers und Koos Botha kennen, die sie alle ermutigten, eine Einzelausstellung zu machen. Ihre erste Einzelausstellung fand in Stellenbosch statt, mit Unterstützung von A. C. Bouman und Con de Villiers. In dieser Zeit lernte sie auch Martin du Toit kennen, der ein eifriger Förderer wurde und 1931 ihre erste Ausstellung in Transvaal organisierte.

## Empire-Ausstellung, Johannesburg, 1936
Am 3. Mai 1936 starb Laubsers Vater und hinterließ den Hof ihrem Bruder, der einen Treuhandfonds für ihre Mutter einrichtete. Als ihre Mutter am 20. November 1936 starb, erbte Laubser den Restbetrag des Treuhandfonds.
Obwohl sie von der Presse harsch behandelt wurde, wurde Laubser in das Auswahlgremium der prestigeträchtigen British Empire Exhibition gewählt, deren Leiter M. L. du Toit war, ohne dass ihre Eltern diesen Erfolg miterlebten. Die Empire Exhibition war eine alle vier Jahre stattfindende Ausstellung, die 1936 im Milner Park in Johannesburg stattfand und das Beste zeigte, was Südafrika zu bieten hatte.
Hier lernte Laubser Alexis Preller kennen, der mit seinem Werk bei der ersten Ausstellung der New Group am 4. Mai 1938 den Zorn der Kritiker auf sich gezogen hatte. Laubser war ebenfalls Mitglied der New Group und nahm an der Empire Exhibition von 1938 in Glasgow teil.

## Spätere Jahre und Vermächtnis

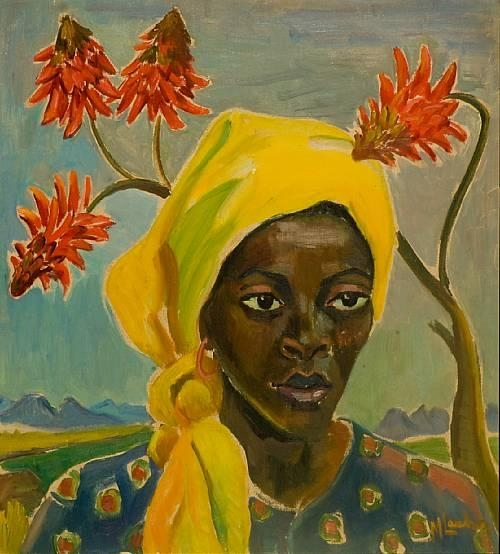
Annie of the Royal Bafokeng, 1945, Öl auf Leinwand

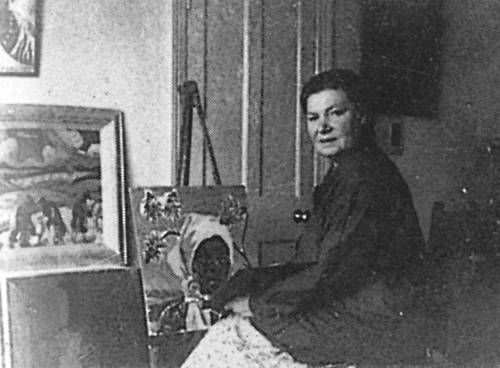
Laubser mit Annie of the Royal Bafokeng in 1945

Laubser war bereits ab 1900 tätig und arbeitete ununterbrochen bis zu ihrem Tod im Jahr 1973. Der von Dalene Marais zusammengestellte Catalogue raisonné enthält 1784 Einzelwerke. Ihr vorherrschender Stil wird von vielen Autoren als expressionistisch bezeichnet, aber es sind auch Elemente des Fauvismus und ein Pastoralismus erkennbar, die den Vorbildern des deutschen Expressionismus, denen Laubser ausgesetzt war, widersprechen.
Nach dem Tod ihrer Eltern ließ sie sich 1937 in Kapstadt nieder und nahm ein Atelier in Three Anchor Bay. Im Jahr 1942 zog sie nach Strand. Dort baute sie 1947 ein Cottage mit dem Namen Altyd Lig (Immer hell). Am 28. Mai 1946 gab Prof. P. J. Nienaber bekannt, dass Laubser die Ehrenmedaille der American Academy of Arts and Sciences erhalten würde. 1945 malte sie Annie of the Royal Bafokeng. 1947 wurde sie von der Zeitung Die Vaderland mit dem Oscar für Malerei ausgezeichnet. Im Jahr 1948 wurde ihr und der Dichterin Elisabeth Eybers die Mitgliedschaft der South African Academy for Arts and Science verliehen. 1959 wurde ihr die Ehrenmitgliedschaft der Academy of Art and Science verliehen. Die South African Association of Arts ehrte sie 1968 mit einer Medaille, die von Prof. A. L. Meiring überreicht wurde.
Die South African National Gallery und das Pretoria Art Museum veranstalteten 1969 gemeinsam eine große Retrospektive von Laubsers Werken. 1987 folgte eine Retrospektive früher Werke, ebenfalls in der South African National Gallery, die vom 2. Dezember 1987 bis zum 31. Januar 1988 lief.
Maggie Laubser starb am 17. Mai 1973 in Altyd Lig, auf ihrer Staffelei lag noch eine unvollendete Leinwand.

## Wichtige Sammlungen
Die Werke von Maggie Laubser sind in einer Reihe von bedeutenden Sammlungen vertreten:
- South African National Gallery, Kapstadt
- Johannesburg Art Gallery, Johannesburg
- Pretoria Art Museum, Pretoria
- Durban Art Gallery, Durban
- A. C. White Gallery, Bloemfontein
- Hester Rupert Art Museum, Graaff-Reinet
- Rupert Museum, Stellenbosch[16]
- William Humphreys Art Gallery, Kimberley
- Sanlam Art Collection, Kapstadt